# USS Mahan (DDG-72)

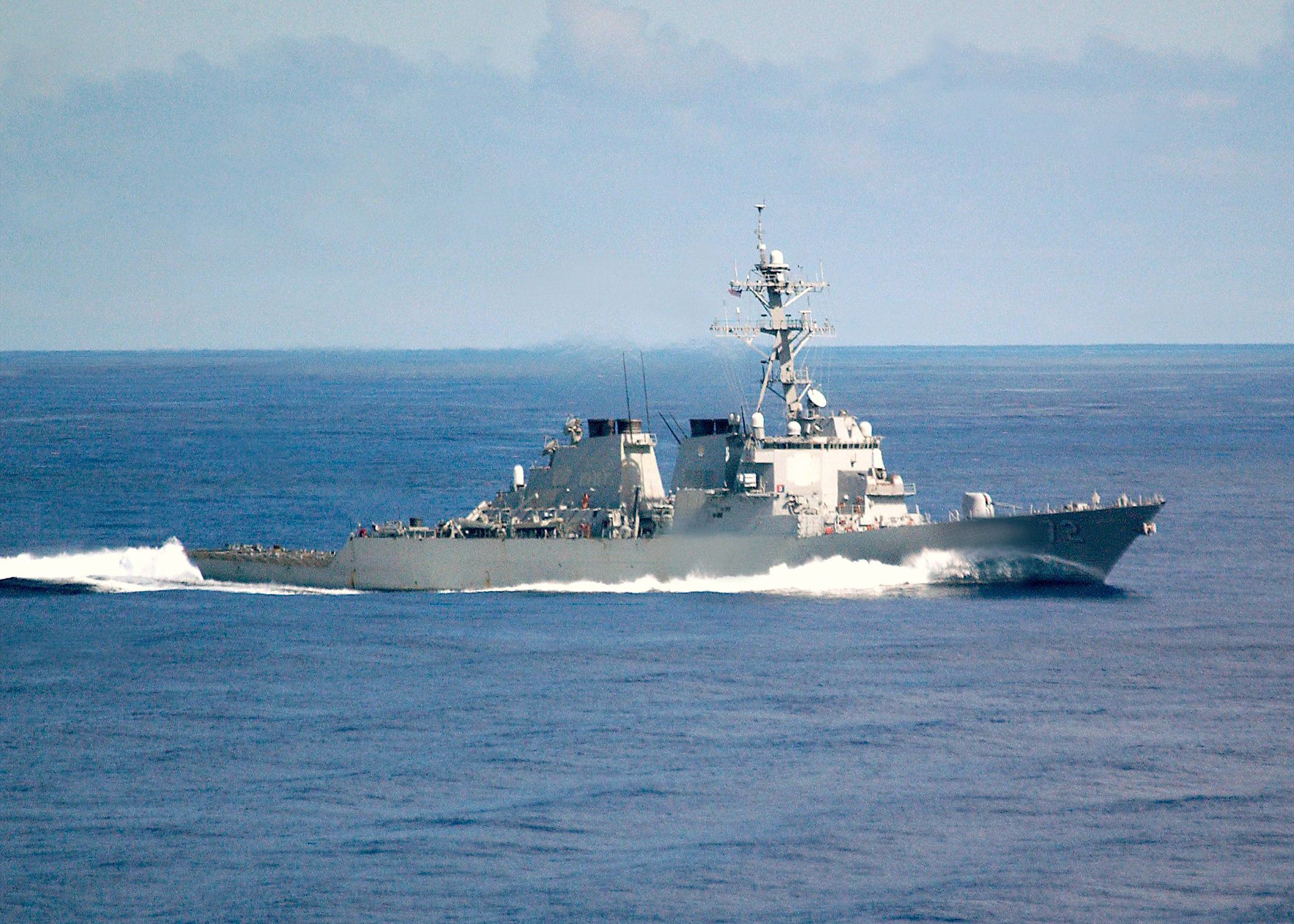
O Mahan em 2002.

O USS Mahan é um contratorpedeiro da classe Arleigh Burke pertencente a Marinha de Guerra dos Estados Unidos. Em seu histórico operacional, em 2011 ele participou da Operação Unified Protector junto a intervenção da OTAN na Guerra Civil Líbia.